# Çulhan, Yenipazar
Çulhan là một xã thuộc huyện Yenipazar, tỉnh Aydın, Thổ Nhĩ Kỳ. Dân số thời điểm năm 2010 là 250 người.